# Biblioteca Nacional de Sudáfrica
La biblioteca nacional de Sudáfrica es la agencia del gobierno sudafricano que mantiene una biblioteca nacional de todos los materiales publicados relacionados con el país. 

## Historia
En 1818, Lord Charles Somerset, el primer gobernador civil de la Colonia del Cabo, emitió una proclamación para controlar el comercio del vino, imponiendo un impuesto sobre el vino llevado a Ciudad del Cabo para la venta. Los ingresos netos se utilizarían para formar una Biblioteca Pública que debería "sentar las bases de un sistema, que colocará los medios de conocimiento al alcance de los jóvenes de este remoto rincón del Globo" (suponiendo que un globo tenga esquinas)" y poner a su alcance lo que el más elocuente de los escritores antiguos ha considerado como una de las primeras bendiciones de la vida, la 'Educación en el hogar' ". Desde entonces, el desarrollo de la biblioteca de Sudáfrica fue bifurcado, aunque la biblioteca en Ciudad del Cabo fue el establecimiento original. El modelo más probable para la "Biblioteca Pública" de Ciudad del Cabo fue la Institución de Londres (establecida en 1805 al estilo de un Ateneo). 
Su primera adquisición significativa fue la colección de Joachim Nicolaus von Dessin, quien legó sus libros a la Iglesia Reformada Holandesa en 1761 para servir como la base de una biblioteca pública. En 1820, el consejo de administración decidió donar la Colección Dessinian a la nueva biblioteca. Otras donaciones notables siguieron a lo largo de los años, entre otras, Sir George Gray, quien al salir de Sudáfrica en 1861 presentó a la Biblioteca su notable colección personal de manuscritos medievales y renacentistas y libros raros. En 1873, se convirtió en una biblioteca de depósito legal para la Colonia del Cabo, y desde 1916 recibió todos los artículos impresos publicados en todo el país. Continuó de esa forma hasta 1954, cuando esta función fue asumida por Ciudad del Cabo. A partir de entonces, comenzó a desarrollar su carácter único como una biblioteca de referencia nacional dedicada a la investigación basada en su extenso inventario, con un cambio de nombre concurrente en 1967 a la Biblioteca Sudafricana.
El diplomático Edmund Roberts visitó la biblioteca, entonces llamada Biblioteca Sudafricana alrededor de 1833 y la describió como "un orgullo y gloria de la colonia". Señaló que la biblioteca tenía aproximadamente 10,000 volúmenes y lo llamó un "lugar altamente acreditable".

### La biblioteca del estado
La "Staats-Bibliotheek der Zuid-Afrikaansche Republiek" (Biblioteca Estatal de la República Sudafricana) nació gracias a una donación de libros del Maatschappij der Nederlandsche Letterkunde. Estos consistían en una biblioteca completa de obras holandesas, principalmente literatura e idioma neerlandés, para el gobierno de la República de Transvaal. El primer envío de ocho cofres de libros llegó en 1883, incluido uno de la Sociedad Bíblica Holandesa. El 21 de septiembre de 1887, el gobierno de Transvaal aprobó la constitución de Staats-Bibliotheek. A medida que Pretoria comenzó a crecer en tamaño, surgió la necesidad de una biblioteca pública. La primera Biblioteca Pública de Pretoria abrió sus puertas en 1878, pero debido a problemas financieros en curso se cerró en 1890. En 1893, un fuerte apoyo público y una colección de 700 libros vieron surgir otra biblioteca pública, esta vez bajo el ala de Staats-Bibliotheek y con el material de la antigua Biblioteca Pública. A partir de ese momento hasta 1964, la Biblioteca Estatal desempeñó un doble papel como biblioteca pública y biblioteca nacional. El primer bibliotecario nacional, el poeta afrikáans Jan Celliers, vio los acuerdos de intercambio como un medio para enriquecer las colecciones de la Biblioteca Estatal. El primer acuerdo de intercambio se celebró en 1898 con la Institución Smithsonian de Washington, Estados Unidos. En términos del acuerdo, la Biblioteca del Estado recibiría todas las publicaciones oficiales estadounidenses a cambio de dos copias de cada publicación oficial de la república sudafricana. Desde principios de los años treinta, bajo la guía del visionario bibliotecario nacional Matthew Stirling, la Biblioteca Estatal comenzó a desarrollar el carácter de una biblioteca central para Sudáfrica, asumiendo funciones tales como luchar por un sistema de préstamo de biblioteca nacional y un centro de información bibliográfica.

## Consolidación moderna

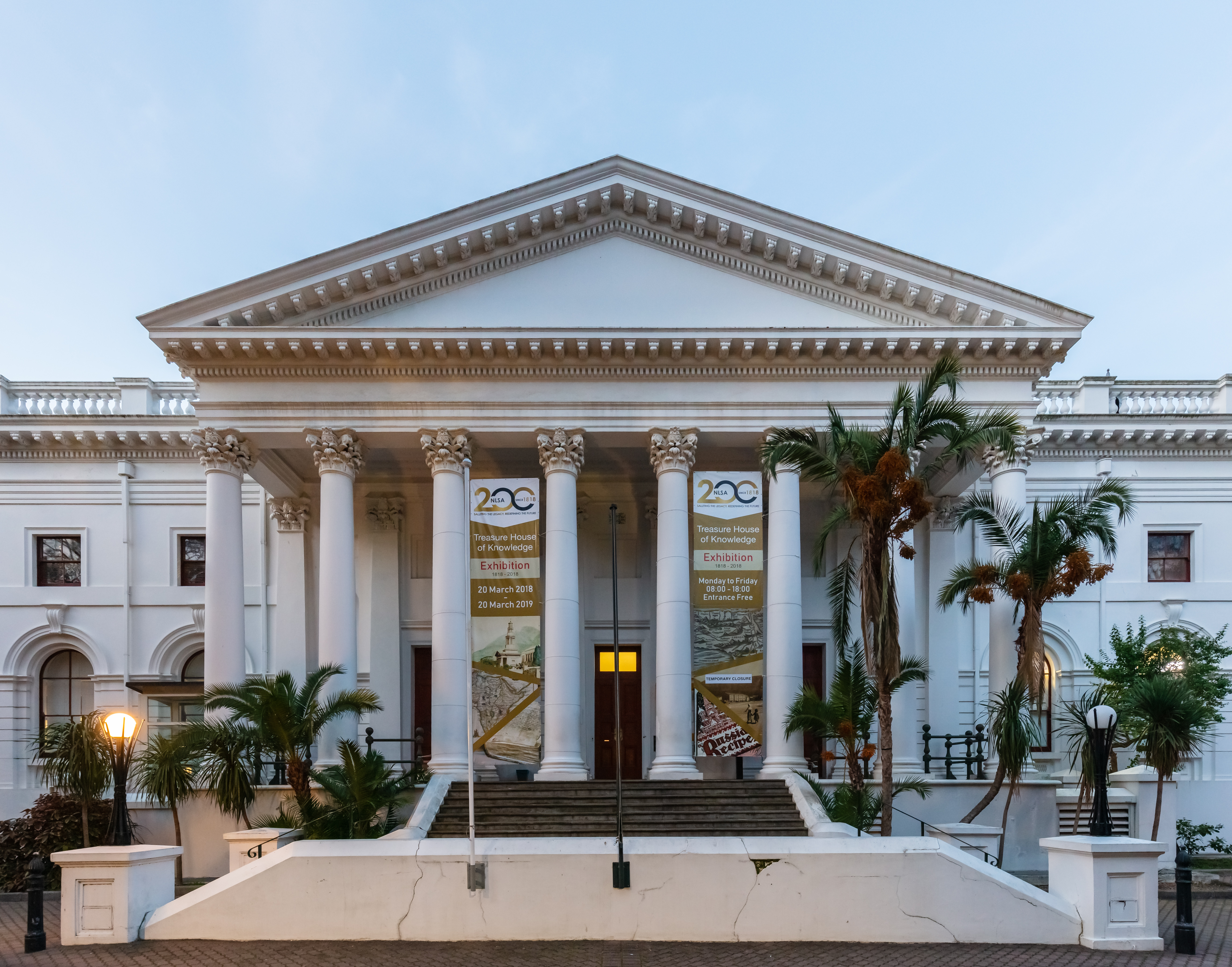
Vista contemporánea de la entrada a la biblioteca en Ciudad del Cabo.

Hasta el 1 de noviembre de 1999, por razones históricas, Sudáfrica tenía dos bibliotecas nacionales, la Biblioteca Sudafricana, fundada en 1818, en Ciudad del Cabo, y la Biblioteca Estatal, fundada en 1887, en Pretoria. En términos de la legislación de depósito legal de Sudáfrica, cada una de las bibliotecas nacionales era una biblioteca de depósito legal, con derecho a recibir de los editores una copia gratuita de cada libro, serie, periódico, publicación gubernamental u otro artículo impreso publicado en Sudáfrica. En Sudáfrica, el depósito legal, de una forma u otra, se remonta a 1842. Como resultado, se han acumulado extensas colecciones de material de gran valor académico en las antiguas bibliotecas nacionales. Durante la década de 1990, el Departamento de Artes, Cultura, Ciencia y Tecnología comenzó una revisión de toda la legislación bajo su jurisdicción, incluida la Ley de Bibliotecas Nacionales, No 56 de 1985. El Ministro de Artes, Cultura, Ciencia y Tecnología en 1996 nombró un grupo de trabajo sobre las Bibliotecas Nacionales de Sudáfrica para asesorarlo sobre el futuro de ambas bibliotecas nacionales. La recomendación más importante fue fusionarlas para formar una biblioteca nacional de dos sitios (Ciudad del Cabo y Pretoria), conocida como Biblioteca Nacional de Sudáfrica.

### Creación bajo la Ley de Biblioteca Nacional

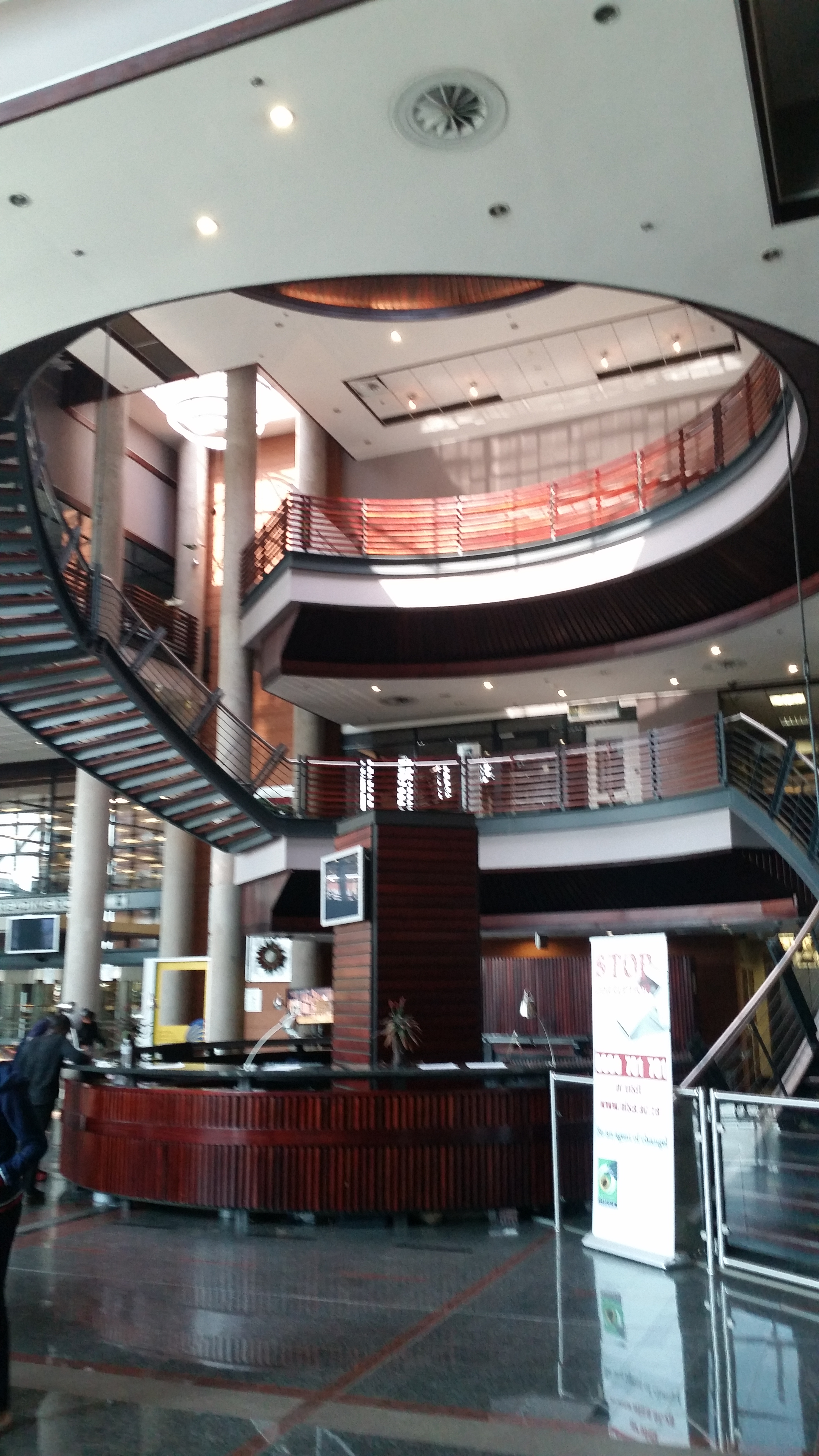
Vestíbulo de entrada de la nueva Biblioteca Nacional, Pretoria, 2008,

Las funciones principales de la biblioteca nacional de Sudáfrica se describen en la Sección 4, subsección 1 de la Ley de Biblioteca Nacional, No 92 de 1998, y cubren las siguientes áreas generales: 
- crear una colección completa de documentos publicados que provengan de Sudáfrica o estén relacionados con este;
- para mantener y extender cualquier otra colección de documentos publicados e inéditos con énfasis en los documentos que emanan o están relacionados con África del Sur;
- promover la gestión óptima de colecciones de documentos publicados en bibliotecas sudafricanas como recurso nacional; y para prestar un servicio bibliográfico nacional y para actuar como tall;
- promover un acceso óptimo a los documentos publicados, a nivel nacional e internacional;
- para proporcionar servicios de referencia e información, a nivel nacional e internacional;
- actuar como la biblioteca nacional de preservación y proporcionar servicios de conservación a nivel nacional;
- promover la conciencia y la apreciación del patrimonio documental nacional publicado; y
- para promover la conciencia de la información y la alfabetización informacional.